# Armand Samuel de Marescot
Armand Samuel de Marescot (ur. 1 marca 1758 w Tours, zm. 5 listopada 1832 na zamku Chaslay koło Montoire Loir-et-Cher) – francuski generał i inżynier.

## Życiorys
Brał udział w wojnach prowadzonych przez Francję w czasie Wielkiej Rewolucji Burżuazyjnej i za panowania cesarza Napoleona I. Przez Napoleona został mianowany inspektorem wojsk inżynieryjnych. Jako pierwszy dowódca na świecie skorzystał z nowo wynalezionego telegrafu optycznego do przekazania rządowi informacji o oswobodzeniu z rąk austriackich po rocznej okupacji miasta Le Quesnoy, leżącego około dwustu kilometrów na północ od Paryża. Wiadomość dotarła do władz francuskich w zaledwie godzinę od zakończenia bitwy, co było wydarzeniem bezprecedensowym w historii wojskowości.